# Course en ligne féminine aux championnats du monde de cyclisme sur route 2017
La course en ligne féminine aux championnats du monde de cyclisme sur route 2017 a lieu sur 152,8 kilomètres le 23 septembre 2017 à Bergen, en Norvège.

## Parcours
Huit tours du circuit de 19,1 km sont à réaliser soit 152,8 km au total. La principale difficulté du circuit est la côte de Salmon Hill de 1 500 mètres de long avec un dénivelé moyen de 6,4 % et dont le sommet se trouve à plus de dix kilomètres de la ligne d'arrivée.

## Favorites
Le sommet du salmon hill étant placé à dix kilomètres de l'arrivée, un exploit en solitaire semble improbable. Un groupe d'échappée est plus probable. Dans ces conditions, Marianne Vos et Coryn Rivera sont les principales favorites. Elizabeth Armitstead est la grande inconnue de la course : elle était en excellente forme à Plouay, mais a passé deux semaines à l'hôpital par la suite. Les pures sprinteuses telles Jolien D'Hoore ou Chloe Hosking ne doivent en principe pas être en mesure de franchir la côte avec les meilleures. Les autres outsiders sont : Lisa Brennauer, Sheyla Gutierrez, Hannah Barnes, Giorgia Bronzini, Christine Majerus, Lotta Lepistö, Eugenia Bujak ou Sarah Roy.

## Qualification
Les qualifications sont basées sur le Classement mondial UCI au 15 août 2017. Par ailleurs, la championne du monde sortante et les champions continentaux peuvent prendre le départ. Elles ne comptent pas dans le décompte des coureuses par nations,.
| Compétition              | Position          | Nombre de qualifiées | Pays                                                                                      |
| ------------------------ | ----------------- | -------------------- | ----------------------------------------------------------------------------------------- |
| Classement UCI par pays  | 1-5               | 7 partantes          | Pays-Bas Italie Australie États-Unis Royaume-Uni                                          |
| Classement UCI par pays  | 6-15              | 6 partantes          | Pologne Belgique Danemark Allemagne Canada Finlande Afrique du Sud France Norvège Espagne |
| Classement UCI par pays  | 16-20             | 5 partantes          | Suède Cuba Luxembourg Russie Biélorussie                                                  |
| Classement UCI par pays  | Autres pays       | 3 partantes          | TBD                                                                                       |
| Championnats             | Coureuse          | Coureuse             | Coureuse                                                                                  |
| Championne du monde 2016 | Amalie Dideriksen | Amalie Dideriksen    | Amalie Dideriksen                                                                         |
| Championne d'Afrique     | Aurelie Halbwachs | Aurelie Halbwachs    | Aurelie Halbwachs                                                                         |
| Championne panaméricaine | Marlies Mejias    | Marlies Mejias       | Marlies Mejias                                                                            |
| Championne d'Asie        | Qianyu Yang       | Qianyu Yang          | Qianyu Yang                                                                               |
| Championne d'Europe      | Marianne Vos      | Marianne Vos         | Marianne Vos                                                                              |
| Championne d'Océanie     | Lisen Hockings    | Lisen Hockings       | Lisen Hockings                                                                            |

Note : TBD signifie to be defined, soit « pas encore défini ».

## Récit de course
Les conditions de course sont idéales avec un soleil omniprésent sur la course. La première échappée est la Suédoise Sara Penton. Elle est seule durant environ trente kilomètres avant que la Britannique Melissa Lowther ne la rejoigne. Toutefois, le peloton les reprend peu après. Susanne Andersen attaque ensuite, mais se voyant isolée, n'insiste pas.
Le premier groupe dangereux part à soixante-et-un kilomètres de la ligne. Il s'agit d'Amy Pieters, Rachel Neylan et Hannah Barnes. Elles creusent un écart d'une quarantaine de secondes et obligent l'équipe des États-Unis à travailler. Une chute dans la descente de Salmon Hill implique alors plusieurs favorites dont : Chantal Blaak, Elena Cecchini et Megan Guarnier. Cette dernière est contrainte à l'abandon, elle s'est cassée la mâchoire. À cinquante kilomètres de l'arrivée, Lucinda Brand accélère avec Gracie Elvin et revient sur la tête de course. Un regroupement général a lieu directement après. Audrey Cordon puis Rossella Ratto tentent ensuite de partir, mais sans succès.
À trente-cinq kilomètres de la fin, c'est au tour de Danielle King, Élise Delzenne, Janneke Ensing et Amanda Spratt d'ouvrir la route. Leur avance culmine à trente secondes. Derrière, Hanna Nilsson part en chasse. Dans la montée de Salmon Hill, Annemiek van Vleuten hausse le rythme à l'arrière avec les favorites dans sa roue, c'est-à-dire : Pauline Ferrand-Prévot, Anna van der Breggen, Elizabeth Deignan, Cecilie Uttrup Ludwig, Tatiana Guderzo, Katarzyna Niewiadoma et Katrin Garfoot. Ce groupe reprend les leaders peu avant le sommet. Élise Delzenne est lâchée mais réintègre le groupe après la descente. Toutefois, l'entente n'est pas bonne, personne ne souhaitant emmener les trois Néerlandaises avec elle. Un nouveau regroupement général s'opère donc.
À vingt-trois kilomètres de l'arrivée, Chantal Blaak contre avec Audrey Cordon-Ragot et Hannah Barnes. Sarah Roy part à leur poursuite derrière, mais reste intercalée. Dans le faux-plat précédent Salmon Hill, Audrey Cordon attaque sans succès. Dans la dernière montée de Salmon Hill, comme au tour précédent, les favorites se livrent bataille. Katarzyna Niewiadoma réalise une accélération franche, seule Annemiek van Vleuten, Katrin Garfoot et Anna van der Breggen parviennent à la suivre. Elles reprennent les trois échappées. On a donc de nouveau trois Néerlandaises en tête. À huit kilomètres de l'arrivée, Chantal Blaak saisit sa chance et attaque. Avec Annemiek van Vleuten et Anna van der Breggen pour la défendre et aucune équipière pour les autres favorites, Chantal Blaak creuse rapidement l'écart, malgré un coup de pédale démontrant une certaine fatigue. Katarzyna Niewiadoma démontre encore sa bonne forme en attaquant violemment mais les Néerlandaises sont attentives. Chantal Blaak s'impose nettement. Derrière, le manque de rythme du groupe permet à un peloton de les reprendre dans les derniers mètres. Amalie Dideriksen lance le sprint de loin, mais ne peut dépasser Katrin Garfoot qui obtient ainsi la médaille d'argent. Annemiek van Vleuten est quatrième,,.

## Classement
| Rang                      | Coureuse                  | Pays             | Temps          |
| ------------------------- | ------------------------- | ---------------- | -------------- |
| Médaille d'or, monde      | Chantal Blaak             | Pays-Bas         | 4 h 6 min 30 s |
| Médaille d'argent, monde  | Katrin Garfoot            | Australie        | + 28 s         |
| Médaille de bronze, monde | Amalie Dideriksen         | Danemark         | + 28 s         |
| 4                         | Annemiek van Vleuten      | Pays-Bas         | + 28 s         |
| 5                         | Katarzyna Niewiadoma      | Pologne          | + 28 s         |
| 6                         | Christine Majerus         | Luxembourg       | + 28 s         |
| 7                         | Susanne Andersen          | Norvège          | + 28 s         |
| 8                         | Anna van der Breggen      | Pays-Bas         | + 28 s         |
| 9                         | Emilia Fahlin             | Suède            | + 28 s         |
| 10                        | Elena Cecchini            | Italie           | + 28 s         |
| 11                        | Pauline Ferrand-Prévot    | France           | + 28 s         |
| 12                        | Leah Kirchmann            | Canada           | + 28 s         |
| 13                        | Lucinda Brand             | Pays-Bas         | + 28 s         |
| 14                        | Hannah Barnes             | Royaume-Uni      | + 28 s         |
| 15                        | Eleonora van Dijk         | Pays-Bas         | + 28 s         |
| 16                        | Rasa Leleivyte            | Lituanie         | + 28 s         |
| 17                        | Sheyla Gutiérrez          | Espagne          | + 28 s         |
| 18                        | Coryn Rivera              | États-Unis       | + 28 s         |
| 19                        | Sarah Roy                 | Australie        | + 28 s         |
| 20                        | Danielle King             | Royaume-Uni      | + 28 s         |
| 21                        | Linda Villumsen           | Nouvelle-Zélande | + 28 s         |
| 22                        | Urša Pintar               | Slovénie         | + 28 s         |
| 23                        | Gracie Elvin              | Australie        | + 28 s         |
| 24                        | Shara Gillow              | Australie        | + 28 s         |
| 25                        | Martina Ritter            | Autriche         | + 28 s         |
| 26                        | Janneke Ensing            | Pays-Bas         | + 28 s         |
| 27                        | Polona Batagelj           | Slovénie         | + 28 s         |
| 28                        | Olga Zabelinskaya         | Russie           | + 28 s         |
| 29                        | Vita Heine                | Norvège          | + 28 s         |
| 30                        | Ann-Sophie Duyck          | Belgique         | + 28 s         |
| 31                        | Paula Patiño              | Colombie         | + 28 s         |
| 32                        | Margarita Victoria Garcia | Espagne          | + 28 s         |
| 33                        | Karol-Ann Canuel          | Canada           | + 28 s         |
| 34                        | Íngrid Drexel             | Mexique          | + 28 s         |
| 35                        | Eugenia Bujak             | Pologne          | + 28 s         |
| 36                        | Hanna Nilsson             | Suède            | + 28 s         |
| 37                        | Élise Delzenne            | France           | + 28 s         |
| 38                        | Cecilie Uttrup Ludwig     | Danemark         | + 36 s         |
| 39                        | Tatiana Guderzo           | Italie           | + 36 s         |
| 40                        | Audrey Cordon-Ragot       | France           | + 37 s         |
| 41                        | Amanda Spratt             | Australie        | + 38 s         |
| 42                        | Elizabeth Deignan         | Royaume-Uni      | + 38 s         |
| 43                        | Lisa Brennauer            | Allemagne        | + 1 min 19 s   |
| 44                        | Ramona Forchini           | Suisse           | + 1 min 19 s   |
| 45                        | Amy Pieters               | Pays-Bas         | + 1 min 19 s   |
| 46                        | Giorgia Bronzini          | Italie           | + 1 min 19 s   |
| 47                        | Rossella Ratto            | Italie           | + 1 min 34 s   |
| 48                        | Marianne Vos              | Pays-Bas         | + 1 min 50 s   |
| 49                        | Hayley Simmonds           | Royaume-Uni      | + 2 min 31 s   |
| 50                        | Lisa Klein                | Allemagne        | + 2 min 31 s   |
| 51                        | Eri Yonamine              | Japon            | + 2 min 31 s   |
| 52                        | Trixi Worrack             | Allemagne        | + 2 min 31 s   |
| 53                        | Diana Peñuela             | Colombie         | + 3 min 53 s   |
| 54                        | Rachel Neylan             | Australie        | + 4 min 1 s    |
| 55                        | Romy Kasper               | Allemagne        | + 4 min 1 s    |
| 56                        | Eider Merino              | Espagne          | + 4 min 18 s   |
| 57                        | Anastasiia Iakovenko      | Russie           | + 4 min 43 s   |
| 58                        | Alison Jackson            | Canada           | + 4 min 43 s   |
| 59                        | Chloe Hosking             | Australie        | + 4 min 43 s   |
| 60                        | Georgia Williams          | Nouvelle-Zélande | + 4 min 43 s   |
| 61                        | Lauren Stephens           | États-Unis       | + 4 min 43 s   |
| 62                        | Nikola Nosková            | Tchéquie         | + 4 min 43 s   |
| 63                        | Stine Anderson Borgli     | Norvège          | + 5 min 51 s   |
| 64                        | Camilla Møllebro          | Danemark         | + 5 min 51 s   |
| 65                        | Olga Shekel               | Ukraine          | + 5 min 51 s   |
| 66                        | Pernille Mathiesen        | Danemark         | + 5 min 57 s   |
| 67                        | Elinor Barker             | Royaume-Uni      | + 6 min 36 s   |
| 68                        | Lex Albrecht              | Canada           | + 8 min 38 s   |
| 69                        | Sara Bergen               | Canada           | + 9 min 37 s   |
| 70                        | Omer Shapira              | Israël           | + 9 min 37 s   |
| 71                        | Ruth Winder               | États-Unis       | + 9 min 37 s   |
| 72                        | Sofia Bertizzolo          | Italie           | + 9 min 37 s   |
| 73                        | Amber Neben               | États-Unis       | + 13 min 6 s   |
| 74                        | Kirsti Lay                | Canada           | + 14 min 2 s   |
| 75                        | Kseniya Dobrynina         | Russie           | + 14 min 2 s   |
| 76                        | Eugénie Duval             | France           | + 14 min 52 s  |
| 77                        | Aude Biannic              | France           | + 14 min 52 s  |

## Liste des partantes
| Numéro | Coureuse                  | Pays             |
| ------ | ------------------------- | ---------------- |
| 1      | Amalie Dideriksen         | Danemark         |
| 2      | Julie Leth                | Danemark         |
| 3      | Cecilie Uttrup Ludwig     | Danemark         |
| 4      | Christina Siggaard        | Danemark         |
| 5      | Pernille Mathiesen        | Danemark         |
| 6      | Camilla Møllebro          | Danemark         |
| 7      | Trine Schmidt             | Danemark         |
| 8      | Chantal Blaak             | Pays-Bas         |
| 9      | Lucinda Brand             | Pays-Bas         |
| 10     | Janneke Ensing            | Pays-Bas         |
| 11     | Amy Pieters               | Pays-Bas         |
| 12     | Anna van der Breggen      | Pays-Bas         |
| 13     | Ellen van Dijk            | Pays-Bas         |
| 14     | Annemiek van Vleuten      | Pays-Bas         |
| 15     | Marianne Vos              | Pays-Bas         |
| 16     | Megan Guarnier            | États-Unis       |
| 17     | Katie Hall                | États-Unis       |
| 18     | Amber Neben               | États-Unis       |
| 19     | Coryn Rivera              | États-Unis       |
| 20     | Lauren Stephens           | États-Unis       |
| 21     | Tayler Wiles              | États-Unis       |
| 22     | Ruth Winder               | États-Unis       |
| 23     | Elisa Balsamo             | Italie           |
| 24     | Sofia Bertizzolo          | Italie           |
| 25     | Giorgia Bronzini          | Italie           |
| 26     | Elena Cecchini            | Italie           |
| 27     | Tatiana Guderzo           | Italie           |
| 28     | Elisa Longo Borghini      | Italie           |
| 29     | Rossella Ratto            | Italie           |
| 30     | Gracie Elvin              | Australie        |
| 31     | Katrin Garfoot            | Australie        |
| 32     | Shara Gillow              | Australie        |
| 33     | Chloe Hosking             | Australie        |
| 34     | Rachel Neylan             | Australie        |
| 35     | Sarah Roy                 | Australie        |
| 36     | Amanda Spratt             | Australie        |
| 37     | Elinor Barker             | Royaume-Uni      |
| 38     | Alice Barnes              | Royaume-Uni      |
| 39     | Hannah Barnes             | Royaume-Uni      |
| 40     | Lizzie Deignan            | Royaume-Uni      |
| 41     | Dani King                 | Royaume-Uni      |
| 42     | Melissa Lowther           | Royaume-Uni      |
| 43     | Hayley Simmonds           | Royaume-Uni      |
| 44     | Jolien D'Hoore            | Belgique         |
| 45     | Jessy Druyts              | Belgique         |
| 46     | Ann-Sophie Duyck          | Belgique         |
| 47     | Kelly Van den Steen       | Belgique         |
| 48     | Eugenia Bujak             | Pologne          |
| 49     | Małgorzata Jasińska       | Pologne          |
| 50     | Marta Lach                | Pologne          |
| 51     | Katarzyna Niewiadoma      | Pologne          |
| 52     | Anna Plichta              | Pologne          |
| 53     | Ewelina Szybiak           | Pologne          |
| 54     | Charlotte Becker          | Allemagne        |
| 55     | Lisa Brennauer            | Allemagne        |
| 56     | Romy Kasper               | Allemagne        |
| 57     | Lisa Klein                | Allemagne        |
| 58     | Claudia Lichtenberg       | Allemagne        |
| 59     | Trixi Worrack             | Allemagne        |
| 60     | Aude Biannic              | France           |
| 61     | Audrey Cordon             | France           |
| 62     | Élise Delzenne            | France           |
| 63     | Eugénie Duval             | France           |
| 64     | Pauline Ferrand-Prévot    | France           |
| 65     | Juliette Labous           | France           |
| 66     | Lex Albrecht              | Canada           |
| 67     | Sara Bergen               | Canada           |
| 68     | Karol-Ann Canuel          | Canada           |
| 69     | Alison Jackson            | Canada           |
| 70     | Leah Kirchmann            | Canada           |
| 71     | Kirsti Lay                | Canada           |
| 72     | Chane Jonker              | Afrique du Sud   |
| 73     | Ashleigh Moolman          | Afrique du Sud   |
| 74     | Lotta Lepistö             | Finlande         |
| 75     | Laura Vainionpää          | Finlande         |
| 76     | Margarita Victoria García | Espagne          |
| 77     | Alicia González Blanco    | Espagne          |
| 78     | Sheyla Gutiérrez          | Espagne          |
| 79     | Eider Merino Cortazar     | Espagne          |
| 80     | Lourdes Oyarbide          | Espagne          |
| 81     | Alba Teruel Ribes         | Espagne          |
| 82     | Katrine Aalerud           | Norvège          |
| 83     | Susanne Andersen          | Norvège          |
| 84     | Stine Anderson Borgli     | Norvège          |
| 85     | Vita Heine                | Norvège          |
| 86     | Emilie Moberg             | Norvège          |
| 87     | Ingrid Moe                | Norvège          |
| 88     | Claire Faber              | Luxembourg       |
| 89     | Chantal Hoffmann          | Luxembourg       |
| 90     | Elise Maes                | Luxembourg       |
| 91     | Christine Majerus         | Luxembourg       |
| 92     | Marlies Mejias            | Cuba             |
| 93     | Emilia Fahlin             | Suède            |
| 94     | Julia Karlsson            | Suède            |
| 95     | Alexandra Nessmar         | Suède            |
| 96     | Hanna Nilsson             | Suède            |
| 97     | Sara Penton               | Suède            |
| 98     | Kseniya Dobrynina         | Russie           |
| 99     | Anastasiia Iakovenko      | Russie           |
| 100    | Svetlana Kuznetsova       | Russie           |
| 101    | Anna Potokina             | Russie           |
| 102    | Olga Zabelinskaya         | Russie           |
| 103    | Olga Shekel               | Ukraine          |
| 104    | Justina Jovaisyte         | Lituanie         |
| 105    | Rasa Leleivytė            | Lituanie         |
| 106    | Daiva Tušlaitė            | Lituanie         |
| 107    | Nikola Nosková            | Tchéquie         |
| 108    | Linda Villumsen           | Nouvelle-Zélande |
| 109    | Georgia Williams          | Nouvelle-Zélande |
| 110    | Yumi Kajihara             | Japon            |
| 111    | Eri Yonamine              | Japon            |
| 112    | Wing Yee Leung            | Hong Kong        |
| 113    | Pang Yao                  | Hong Kong        |
| 114    | Yang Qianyu               | Hong Kong        |
| 115    | Nicolle Borges            | Brésil           |
| 116    | Polona Batagelj           | Slovénie         |
| 117    | Špela Kern                | Slovénie         |
| 118    | Urša Pintar               | Slovénie         |
| 119    | Paula Patiño              | Colombie         |
| 120    | Diana Peñuela             | Colombie         |
| 121    | Ana Sanabria              | Colombie         |
| 122    | Christina Perchtold       | Autriche         |
| 123    | Martina Ritter            | Autriche         |
| 124    | Kathrin Schweinberger     | Autriche         |
| 125    | Ingrid Drexel             | Mexique          |
| 126    | Brenda Andrea Santoyo     | Mexique          |
| 127    | Paola Muñoz               | Chili            |
| 128    | Aranza Valentina Villalon | Chili            |
| 129    | Ramona Forchini           | Suisse           |
| 130    | Nicole Hanselmann         | Suisse           |
| 131    | Linda Indergand           | Suisse           |
| 132    | Amiliya Iskakova          | Kazakhstan       |
| 133    | Natalya Saifutdinova      | Kazakhstan       |
| 134    | Makhabbat Umutzhanova     | Kazakhstan       |
| 135    | Jelena Erić               | Serbie           |
| 136    | Aurelie Halbwachs         | Maurice          |
| 137    | Barbara Benkó             | Hongrie          |
| 138    | Mónika Király             | Hongrie          |
| 139    | Alžběta Pavlendová        | Slovaquie        |
| 140    | Rotem Gafinovitz          | Israël           |
| 141    | Omer Shapira              | Israël           |
| 142    | Hilla Yizhaq              | Israël           |
| 143    | Olena Pavlukhina          | Azerbaïdjan      |
| 144    | Lydia Boylan              | Irlande          |
| 145    | Jer Ling Lee              | Singapour        |
| 146    | Varvara Fasoi             | Grèce            |
| 147    | Ana Maria Covrig          | Roumanie         |
| 148    | Eyeru Tesfoam Gebru       | Éthiopie         |
| 149    | Selam Amha                | Éthiopie         |
| 150    | Antri Christoforou        | Chypre           |
| 151    | Agua Marina Espínola      | Paraguay         |
| 152    | Estefania Pilz            | Argentine        |
| 153    | Maria Yapura Plaza        | Argentine        |